# Кара-Тюбинский сельсовет
Кара-Тюбинский сельсовет — упразднённое муниципальное образование в составе Нефтекумского района Ставропольского края Российской Федерации.
Административный центр — село Кара-Тюбе.

## География
Сельское поселение располагалось на западе Нефтекумского района, где граничило с Будённовским и Левокумским районами. Расстояние от административного центра муниципального образования до районного центра — 40 км. Общая площадь территории — 258,6 км².

## История
Упразднён 1 мая 2017 года.

## Население
| 1989  | 2002  | 2010  | 2011  | 2012  | 2013  | 2014  | 2015  | 2016  |
| ----- | ----- | ----- | ----- | ----- | ----- | ----- | ----- | ----- |
| 3102  | ↗3590 | ↘3262 | ↘3257 | ↘3204 | ↘3164 | ↘3105 | ↘3057 | ↗3067 |
| 2017  |       |       |       |       |       |       |       |       |
| ↗3075 |       |       |       |       |       |       |       |       |

### Национальный состав
По итогам переписи населения 2010 года проживали следующие национальности (национальности менее 1 %, см. в сноске к строке "Другие"):
| Национальность | Численность | Процент |
| -------------- | ----------- | ------- |
| Ногайцы        | 1432        | 43,90   |
| Русские        | 766         | 23,48   |
| Даргинцы       | 369         | 11,31   |
| Рутульцы       | 203         | 6,22    |
| Татары         | 149         | 4,57    |
| Аварцы         | 118         | 3,62    |
| Кумыки         | 53          | 1,62    |
| Другие         | 172         | 5,27    |
| Итого          | 3262        | 100,00  |

## Населенные пункты
До упразднения Кара-Тюбинского сельсовета в состав его территории входили 2 населённых пункта:
| № | Населённый пункт | Тип населённого пункта | Население |
| - | ---------------- | ---------------------- | --------- |
| 1 | Бияш             | аул                    | ↗300      |
| 2 | Кара-Тюбе        | село                   | ↗2800     |

В 1971 году упразднён хутор Новомирский.